# Veyrier-du-Lac
Veyrier-du-Lac é uma comuna francesa na região administrativa de Auvérnia-Ródano-Alpes, no departamento da Alta Saboia. Estende-se por uma área de 8.21 km². Em 2010 a comuna tinha 2 344 habitantes (densidade: 285,5 hab./km²).